# Macropsis abscondens
Macropsis abscondens är en insektsart som beskrevs av Walker 1858. Macropsis abscondens ingår i släktet Macropsis och familjen dvärgstritar. Inga underarter finns listade i Catalogue of Life.